# Ecstatic Peace!
Ecstatic Peace! est un label de musique indépendant basé à Easthampton, dans le Massachusetts, fondé en 1981 par Thurston Moore, le guitariste de Sonic Youth. La première publication du label était une cassette rassemblant des morceaux spoken word de Michael Gira des Swans et Lydia Lunch. Le nom du label est tiré du roman de Tom Wolfe de 1968, Acid test.
Parmi les artistes actuellement signés sur Ecstatic Peace! on peut citer: Be Your Own PET, Pagoda, Awesome Color, Black Helicopter, Tam, Notekillers, Magik Markers, Poor School, Hush Arbors, Violent Soho, Tall firs, Monotract, et Mouthus.
En février 2006, Moore a signé un accord de distribution pour les disques de certains groupes du label avec Universal Records.